# La Aldea de San Nicolás
Aldea de San Nicolás är en kommun i Spanien. Den ligger i den autonoma regionen Kanarieöarna i sydvästra delen av landet, 1 800 km sydväst om huvudstaden Madrid. Antalet invånare är 7 449 (2024). Arean är 123,71 kvadratkilometer. Aldea de San Nicolás ligger på ön Gran Canaria i ögruppen Kanarieöarna. Aldea de San Nicolás gränsar till Artenara, Mogán och Tejeda. 